# Monfortinho
Monfortinho ist ein Ort und eine ehemalige Gemeinde (Freguesia) im portugiesischen Kreis Idanha-a-Nova. In ihr leben 540 Einwohner (Stand 30. Juni 2011).

## Geschichte
Bereits die Römer nutzten die hiesigen Heilquellen, für die Monfortinho bis heute bekannt blieb. Es wurde 1640 im Restaurationskrieg weitgehend zerstört und konnte seine lokale Bedeutung danach nicht mehr zurückgewinnen.

## Kultur und Sehenswürdigkeiten
Der Ort ist besonders für sein Thermalbad und seine Heilquellen überregional bekannt.
Sein Steinkreuz, sein Grenz- und Zollgebäude, und seine Gemeindekirche stehen unter Denkmalschutz.
Jährlich am 11. und 12. Tag nach Ostern wird in der Gemeinde das Fest des Bodo gefeiert, mit der man der Nossa Senhora da Consolação (dt.: Unsere liebe Frau des Trostes) dankt, seit man hier im Jahr 1870 von einer allgemeinen Heuschreckenplage und der folgenden Hungersnot verschont blieb.
Am Flugplatz Monfortinho werden gelegentlich Sportflug-Wettbewerbe veranstaltet.

## Verwaltung
Mit der Gebietsreform in Portugal 2013 wurde Monfortinho mit Salvaterra do Extremo zur neuen Gemeinde União das Freguesias de Monfortinho e Salvaterra do Extremo zusammengelegt. Sitz der neuen Gemeinde wurde Monfortinho.
Im Gebiet der ehemaligen Gemeinde liegen zwei Ortschaften:
- Torre
- Termas de Monfortinho